# Козовете на съдбата
„Козовете на съдбата“ (на английски: Trumps of Doom) е шестата книга от поредицата фентъзи романи на Роджър Зелазни „Хрониките на Амбър“. Издадена е през 1985 г.
| Предишна:          | Поредица:          | Следваща:       |
| ------------------ | ------------------ | --------------- |
| Царството на Хаоса | Хрониките на Амбър | Кръвта на Амбър |